# Silvio Santos
Silvio Santos, pseudonimo di Senor Abravanel (Rio de Janeiro, 12 dicembre 1930 – San Paolo, 17 agosto 2024), è stato un conduttore televisivo, imprenditore e dirigente d'azienda brasiliano.

## Biografia
Dopo molte conduzioni televisive divenne il proprietario del Grupo Silvio Santos, comprendente tra gli altri il network televisivo SBT.
Il 30 agosto 2001 fu sequestrato da un uomo, lo stesso che qualche giorno prima prese in ostaggio sua figlia Patricia. Dopo sette ore Santos venne rilasciato. Il sequestratore fu poi tratto in arresto e morì in carcere qualche mese dopo.
Silvio Santos morì a San Paolo il 17 agosto 2024, all'età di 93 anni, per una broncopolmonite provocata dall' influenzavirus A sottotipo H1N1.

## Vita privata
Di religione ebraica e discendente in linea paterna da Isaac Abrabanel, si sposò due volte. Ebbe sei figlie, di cui una adottata.

## Nella cultura di massa
- L'attore Daniel Boaventura diede volto a Santos nel film e nella miniserie televisiva intitolati Hebe: A Estrela do Brasil, incentrati entrambi sulla figura di Hebe Camargo.
- Su Silvio Santos venne realizzata nel 2024 una biografia cinematografica, dal titolo Silvio. Il suo ruolo venne affidato all'attore Rodrigo Faro, noto anche come showman.